# صدمین سالگرد نسل‌کشی ارمنی‌ها
صدمین سالگرد نسل‌کشی ارمنی‌ها (به ارمنی Հայոց ցեղասպանության ۱۰۰-րդ տարելից) مراسم یادبودی است که در روز جمعه ۲۴ آوریل ۲۰۱۵ در ایروان پایتخت کشور ارمنستان برگزار شد. این نسل‌کشی که نسل‌کشی عمدی و از پیش برنامه‌ریزی شده خوانده می‌شود، تحت کنترل امپراتوری عثمانی در بین سال‌های ۱۹۱۵ تا ۱۹۱۷ انجام شد و نزدیک به یک و نیم میلیون ارمنی در آن به رهبری ترکان جوان کشته‌شدند.
هم‌چنین بایگانی ملی ارمنستان کتابی را با عنوان «نسل‌کشی ارمنی‌ها در ترکیه عثمانی: خاطرات بازماندگان» به چاپ رسانده که دربردارنده عکس و سند از شاهدان این نسل‌کشی است. این کتاب در سه جلد چاپ شده‌است.

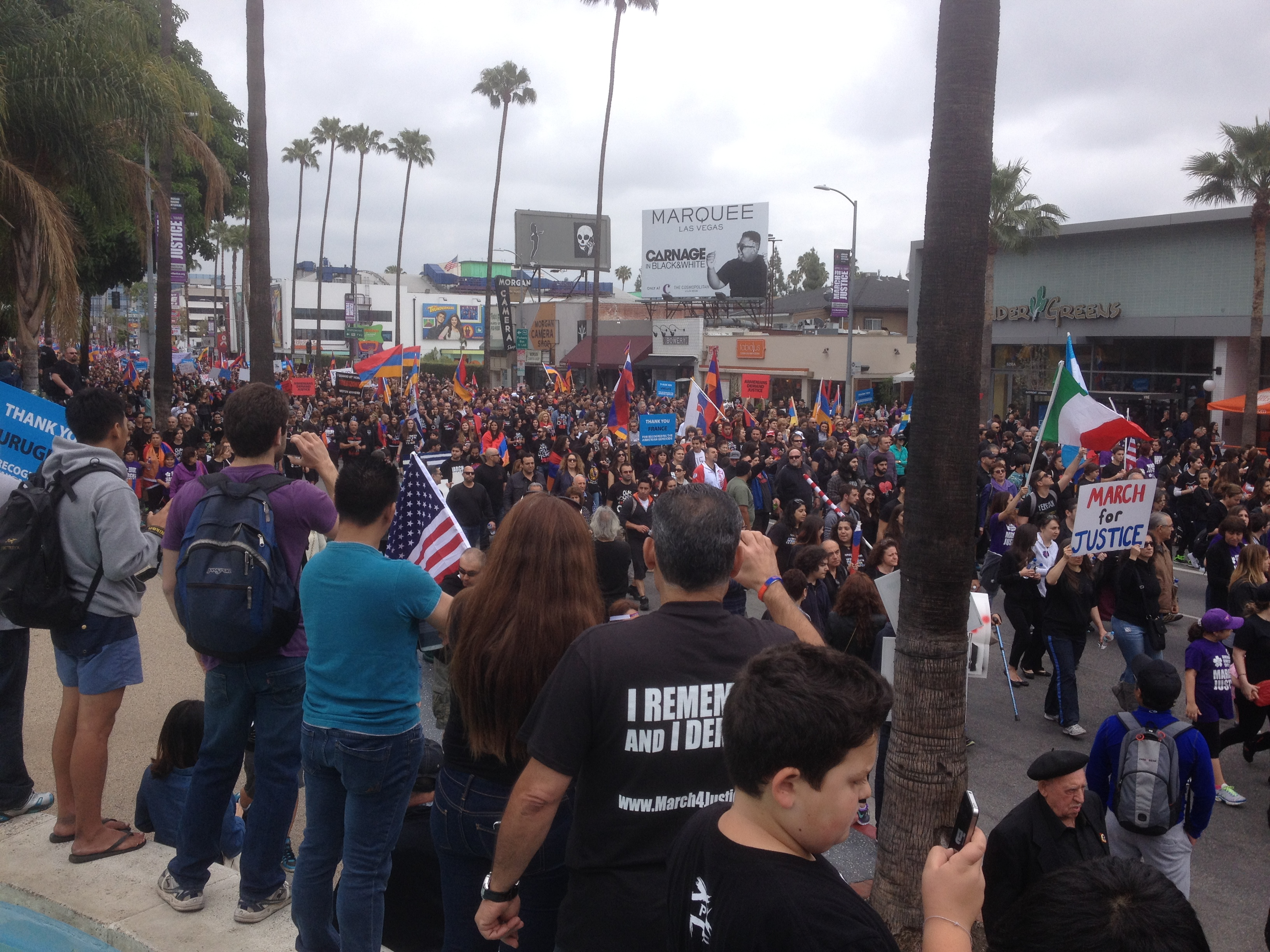
یکصدمین سالگرد نسل‌کشی ارمنی‌ها در لس آنجلس ۲۰۱۵
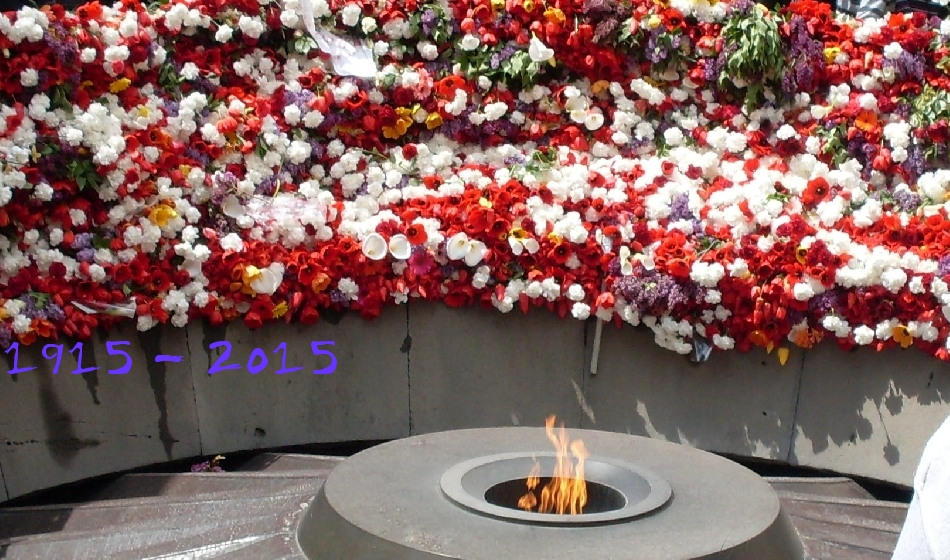